# Francesco Briganti
Francesco Briganti (* 10. Juli 1873 in Deruta bei Perugia; † 11. August 1961 in Perugia) war ein italienischer Notar, Bibliothekar und Lokalforscher.

## Veröffentlichungen (Auswahl)
- Città dominanti e comuni minori nel medio evo; con speciale reguardo alla repubblica Perugina. Unione tipografica cooperativa, Perugia 1906.
- L’Umbria nella storia del notariato italiano. Archivi notarili nelle province di Perugia e Terni. 1958